# Plagiothecium denticulatum
Plagiothecium denticulatum, umgangssprachlich auch Gezähneltes Schiefbüchsenmoos oder Zahn-Plattmoos genannt, ist eine Laubmoosart, die nicht nur in Europa häufig ist. In den Höhenlagen der Alpen bildet es teils schwierig zu bestimmende Formen. Häufig werden auch Übergangsformen zu anderen Moosen beobachtet.

## Merkmale

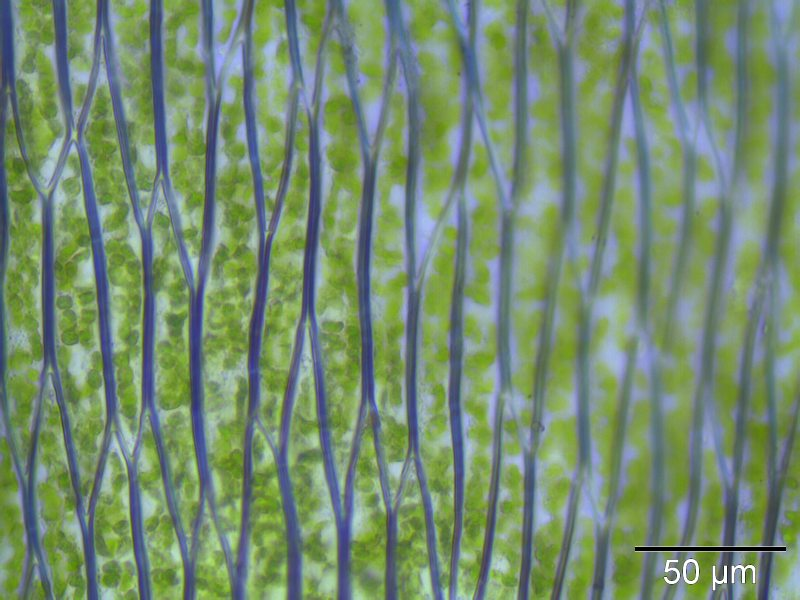
prosenchymatische Laminazellen bei 400-facher Vergrößerung

Plagiothecium denticulatum wächst in kleineren bis 10 cm breiten Decken oder lebhaft grünen Rasen. Die einzelnen nur etwa 1 bis 2 cm langen, etwas glänzenden, verflacht beblätterten Pflänzchen sind hell- bis frischgrün oder gelbgrünlich gefärbt. Sie wachsen niederliegend – dem Substrat angedrückt. Im trockenen Zustand sind die Blätter nur wenig verbogen. Sie sind um die 2 mm lang, asymmetrisch, eiförmig-lanzettlich geformt und bogig breit zugespitzt. Oft sind die Blattränder etwas umgebogen und die Blattspitze ein wenig gezähnelt. Die prosenchymatischen Laminazellen sind um die 10 µm breit und etwa 120 µm lang. Die teils undeutlich abgesetzten Blattflügelzellen laufen als breites Band herab und weisen abgerundete mehr oder minder rechteckige, häufig bräunlich gefärbte Zellen auf. Die Mittelrippe ist sehr kurz.
Die 2 bis 4 cm lange Seta entspringt den seitlichen Kurztrieben. Die geneigte Kapsel ist walzenartig geformt und rötlichgelb gefärbt. Die Kalyptra ist spitzkegelig. Die Sporenreife erfolgt im Frühjahr.

## Vorkommen
Das Moos ist besonders häufig an Baumbasen oder auf morschem Holz zu finden. Es besiedelt jedoch auch Erde und Gestein, wobei es nährstoffreiche, frische bis feuchte, kalkfreie, meist schattige, oft auch saure Waldstandorte bevorzugt. In Wäldern gilt es als charakteristischer Eutrophierungszeiger. Das Moos ist in ganz Mitteleuropa von der Ebene bis in die Hochalpen verbreitet. Es handelt sich um ein fast weltweit (kosmopolitisch) verbreitetes Moos.